# Krakovanská tabule
Krakovanská tabule je geomorfologický okrsek v jihozápadní části Chlumecké tabule, ležící v okrese Kolín ve Středočeském kraji a v okresech Hradec Králové a Pardubice v Královéhradeckém kraji.

## Poloha a sídla

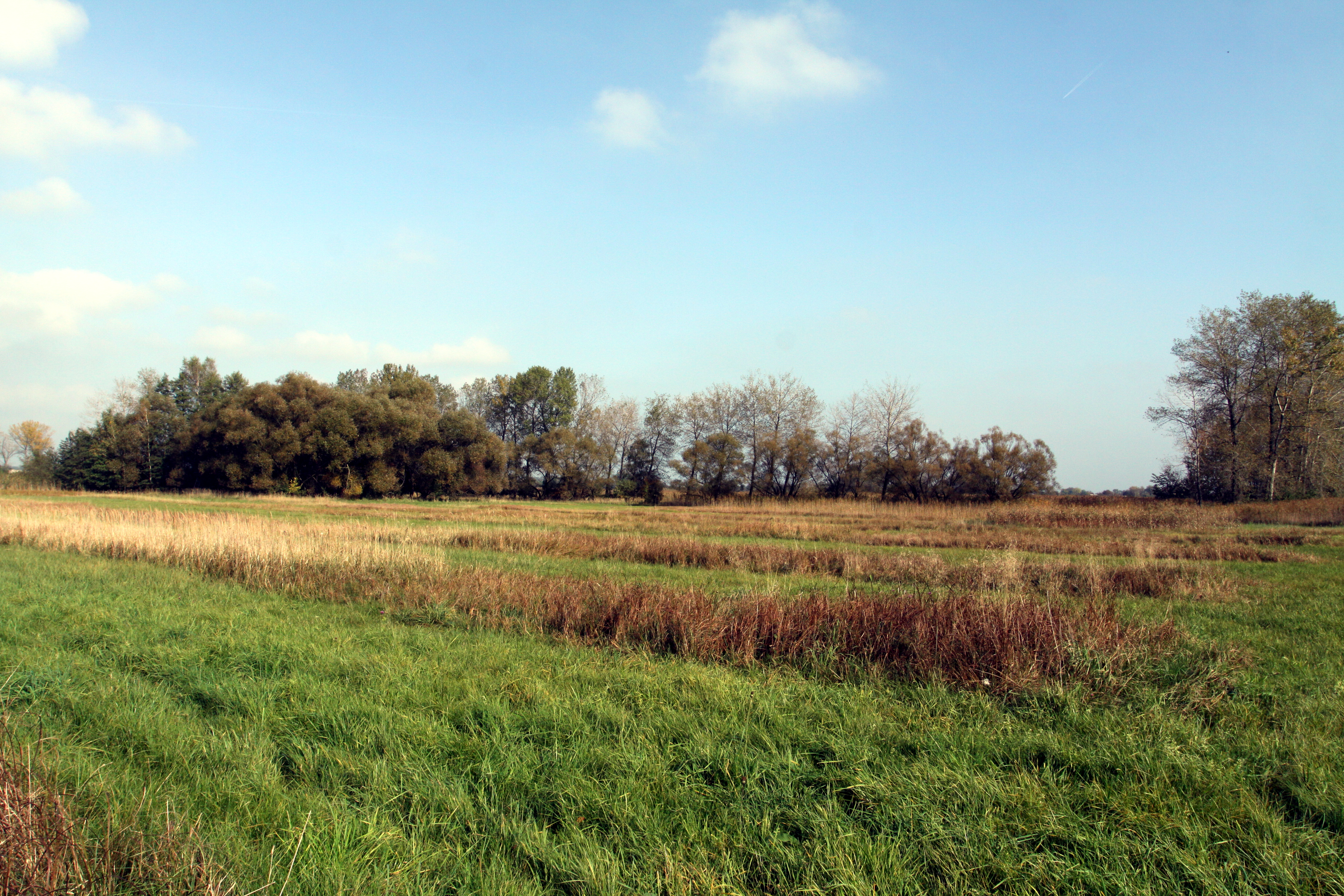
Přírodní rezervace Louky u rybníka Proudnice

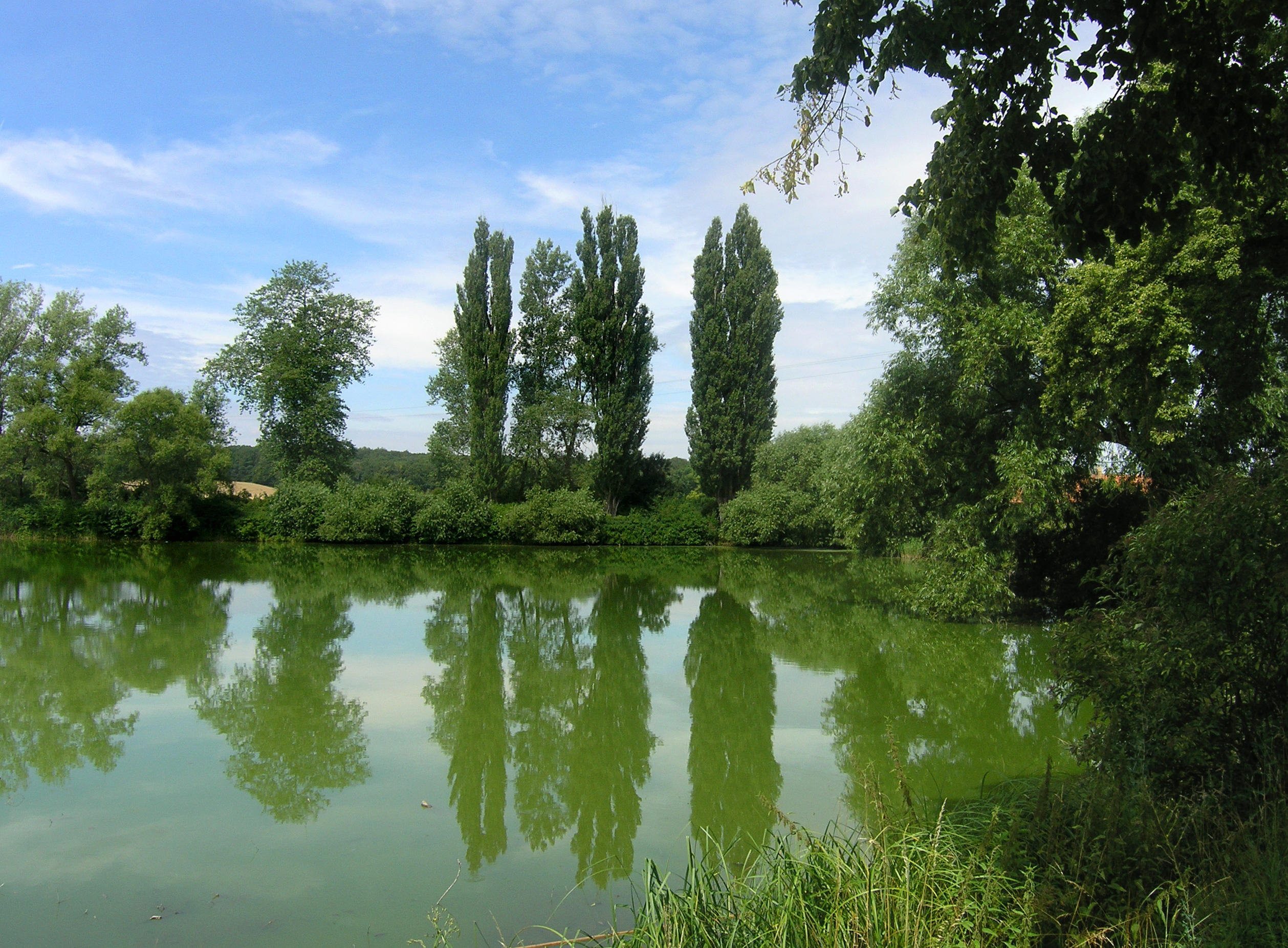
Rybník v Dománovicích

Území okrsku se nachází zhruba mezi sídly Žehuň (na severozápadě), Nepolisy (na severovýchodě), Hlavečník (na východě), Týnec nad Labem (na jihovýchodě), Kolín (na jihozápadě) a Býchory (na západě). Uvnitř okrsku leží titulní obec Krakovany, větší obce Žiželice, Konárovice a částečně město Chlumec nad Cidlinou.

## Geomorfologické členění
Okrsek Krakovanská tabule (dle značení Jaromíra Demka VIC–1B–4) náleží do celku Východolabská tabule a podcelku Chlumecká tabule.
Dále se člení na podokrsky Žiželická tabule na severovýchodě a Bělušická plošina na zbytku území.
Tabule sousedí s dalšími okrsky Východolabské tabule: Barchovská plošina na severovýchodě, Urbanická brána a Kladrubská kotlina na východě a Novobydžovská tabule na severu. Dále sousedí s celky Středolabská tabule na jihu, západě a severu a Železné hory na jihovýchodě.

## Významné vrcholy
Nejvyšším bodem Krakovanské tabule je Homole (279 m n. m.)
- Homole (279 m n. m.)
- Dománovický vrch (269 m n. m.)
- Chlumec (257 m n. m.)